# Степное (Тайыншинский район)
Степное (каз. Степное) — село в Тайыншинском районе Северо-Казахстанской области Казахстана. Входит в состав Краснополянского сельского округа. Находится примерно в 45 км от села Келлеровка (бывший районный центр Келлеровского района Кокчетавской области) и 35 км от села Корнеевка (бывший районный центр Московского района Северо-Казахстанской области). Код КАТО — 596056700.

## История
Село Степное образовано в результате Сталинских репрессий в 1936 году. Основатели деревни были высланы по политическим и национальным мотивам из Хмельницкой области Украины.

## Население
В 1999 году население села составляло 217 человек (104 мужчины и 113 женщин). По данным переписи 2009 года, в селе проживало 149 человек (73 мужчины и 76 женщин).